# Фардела
Фардела је насеље у Италији у округу Потенца, региону Базиликата.
Према процени из 2011. у насељу је живело 572 становника. Насеље се налази на надморској висини од 750 м.

## Становништво
Према резултатима пописа становништва 2011. у општини је живело 625 становника.
| 1951. | 1961. | 1971. | 1981. | 1991. | 2001. | 2011. |
| ----- | ----- | ----- | ----- | ----- | ----- | ----- |
| 1.155 | 1.157 | 1.082 | 996   | 857   | 765   | 625   |

## Партнерски градови
- Рангсдорф